# L'Âge des extrêmes
L’Âge des extrêmes, histoire du court XXe siècle (The Age of Extremes: The Short Twentieth Century, 1914–1991) est un livre de l'historien marxiste Eric Hobsbawm paru en 1994.

## Contenu
L'ouvrage fait suite au magnum opus de l’historien Eric Hobsbawm, la trilogie consacrée au long XIXe siècle avec L’Ère des révolutions, L’Ère du capital et L’Ère des empires.
L’Âge des extrêmes couvre la période de 1914 à 1991, que l’auteur baptise « le court vingtième siècle », où le monde a été déchiré par deux guerres mondiales qui ont fait des dizaines de millions de morts et balayé des systèmes entiers de gouvernement. Le communisme s’est d’abord imposé comme une foi messianique avant de connaître un effondrement. Les paysans sont devenus des citadins, les ménagères des travailleuses et, de plus en plus, des responsables. L’alphabétisation s’est généralisée alors même que les nouvelles technologies menaçaient de rendre l’imprimé obsolète. Et les forces motrices de l’histoire se sont déplacées de l’Europe vers ses anciennes colonies.

## Publication
Alors que l’ouvrage, paru en anglais en 1994, a déjà été traduit en près de quarante langues, y compris en hébreu et en mandarin, il est refusé par plusieurs éditeurs parisiens, dont les éditions Gallimard représentées par Pierre Nora. En 1999, en collaboration avec Le Monde diplomatique, André Versaille fait traduire L’Âge des extrêmes en langue française, succès commercial des éditions Complexe, avec 80 000 exemplaires vendus.
L'ouvrage est réédité en 2008 chez André Versaille éditeur, puis en 2020 aux éditions Agone sous le titre L'Ère des extrêmes.